# 269485 Bisikalo
A 269485 Bisikalo (ideiglenes jelöléssel 2009 UQ14) a Naprendszer kisbolygóövében található aszteroida. T. V. Kryachko fedezte fel 2009. október 21-én.